# Macsuzy Mondon
Macsuzy Mondon  (1950) es una política, activista, y profesora seychellense, que ha servido en el Gabinete de Seychelles como Ministra Designada y Ministra de Gobiernos Locales desde octubre de 2016.

## Carrera
Exprofesora, fue designada como Ministra de Salud en 2006 y posteriormente sirvió como Ministra de Educación de 2010 a 2016. En el gabinete del Presidente Danny Faure, nombrado en octubre de 2016, ella se convirtió en la primera mujer en servir Como Ministra Designado; y, fue juramentada el 28 de octubre, Y además fue nombrada Ministra de Gobierno Local el 29 de octubre, dejando su cargo de Ministra de Educación.